# Вацлав Стахевич
Вацлав Теофіл Стахевич (пол. Wacław Teofil Stachiewicz; 19 листопада 1894 — 12 листопада 1973) — польський військовий діяч, дивізійний генерал, начальник Генерального штабу Війська Польського з 1935 по 1939 роки.

## Біографія
Народився у Львові в сім'ї лікаря Теофіла Стахевича. Мати — Аніела, уроджена Кірхмаєр, двоюрідна сестра Казимежа Кірхмаєра — батька Єжи Кірхмаєра, польського воєначальника, бригадного генерала, військового історика.
Мав сестру Марію і старшого брата Юліана (1890—1934), який став польським військовим істориком, бригадним генералом Війська Польського, з 1923 року керував Військово-історичним бюро Генерального штабу Війська Польського.
Вацлав вчився в V-й гімназії Львова..

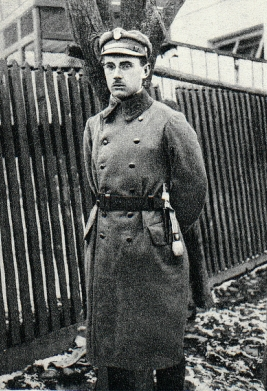
Вацлав Стахевич в період Польських легіонів

Після закінчення гімназії вивчав геологію у Львівському університеті.
У 1912 році вступив в таємну воєнізовану організацію Асоціація активної боротьби і воєнізовану організацію Стрілецький союз, в якому закінчив підофіцерську і нижчу офіцерську школу. Спеціалізувався на використанні картографії та топографії для військових потреб. Після початку Першої світової війни, в серпні 1914 року вступив в Польські легіони. Командував взводом в 5-му батальйоні 1-го піхотного полку 1-ї бригади легіонів. 9 жовтня 1914 йому присвоєно звання підпоручика. Потім на два місяці був направлений в Царство Польське для створення організаційних структур боротьби за незалежність. У лютому 1915 року переведений в 5-й піхотний полк Легіонів, в якому воював на фронті австро-угорсько-5російському, командуючи 4-й ротою. 22 травня 1915 був важко поранений. У легіоні виконував також функції командира батальйону та ад'ютанта (начальника штабу) полку.
У березні 1917 року закінчив курси офіцерів Генерального штабу при Інспекції Збройних Сил у Варшаві.

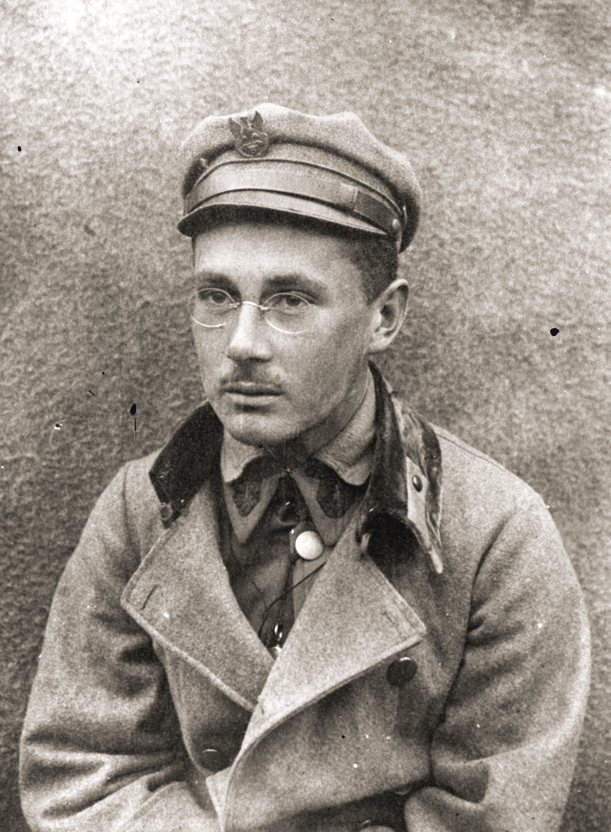
Вацлав Стахевіч в 1917

Після відмови солдатів Польських легіонів в липні 1917 року прийняти присягу на вірність імператору Німеччини, в серпні 1917 року покликаний до австрійської армії у званні сержанта і спрямований на Італійський фронт.
У березні 1918 року за наказом Головного коменданта Польської військової організації Едварда Ридз-Сміглого дезертирував з фронту і прибув до Варшави, де зайняв посаду начальника штабу Головної комендатури Польської військової організації.
З листопада 1918 року — у Війську Польському. Обіймав штабні посади: начальник I Відділу та заступник начальника штабу Командування Генерального округу Варшава, офіцер зв'язку Головного командування Війська Польського при командуванні III Корпусу Польської Армії у Франції, начальник відділу I Департаменту Міністерства військових справ Польщі, начальник організаційної секції I Відділу Штабу Міністерства з військовим справах. Під час радянсько-польської війни начальник I Відділу, а потім II Відділу штабу Резервної армії генерала Казімежа Соснковського.
Після розформування Резервної армії, повернувся в Міністерство військових справ начальником організаційної секції, потім організаційного відділу I Відділу Генерального штабу Війська Польського.
У жовтні 1921 року почав навчання у Вищій військовій школі (франц. École Supérieure de Guerre) в Парижі, потім стажувався у французькій армії. До Польщі повернувся в січні 1924 року і обійняв посаду асистента в Вищій військовій школі в Варшаві. У листопаді 1925 року переведений на посаду викладача школи. Читав лекції з тактики.

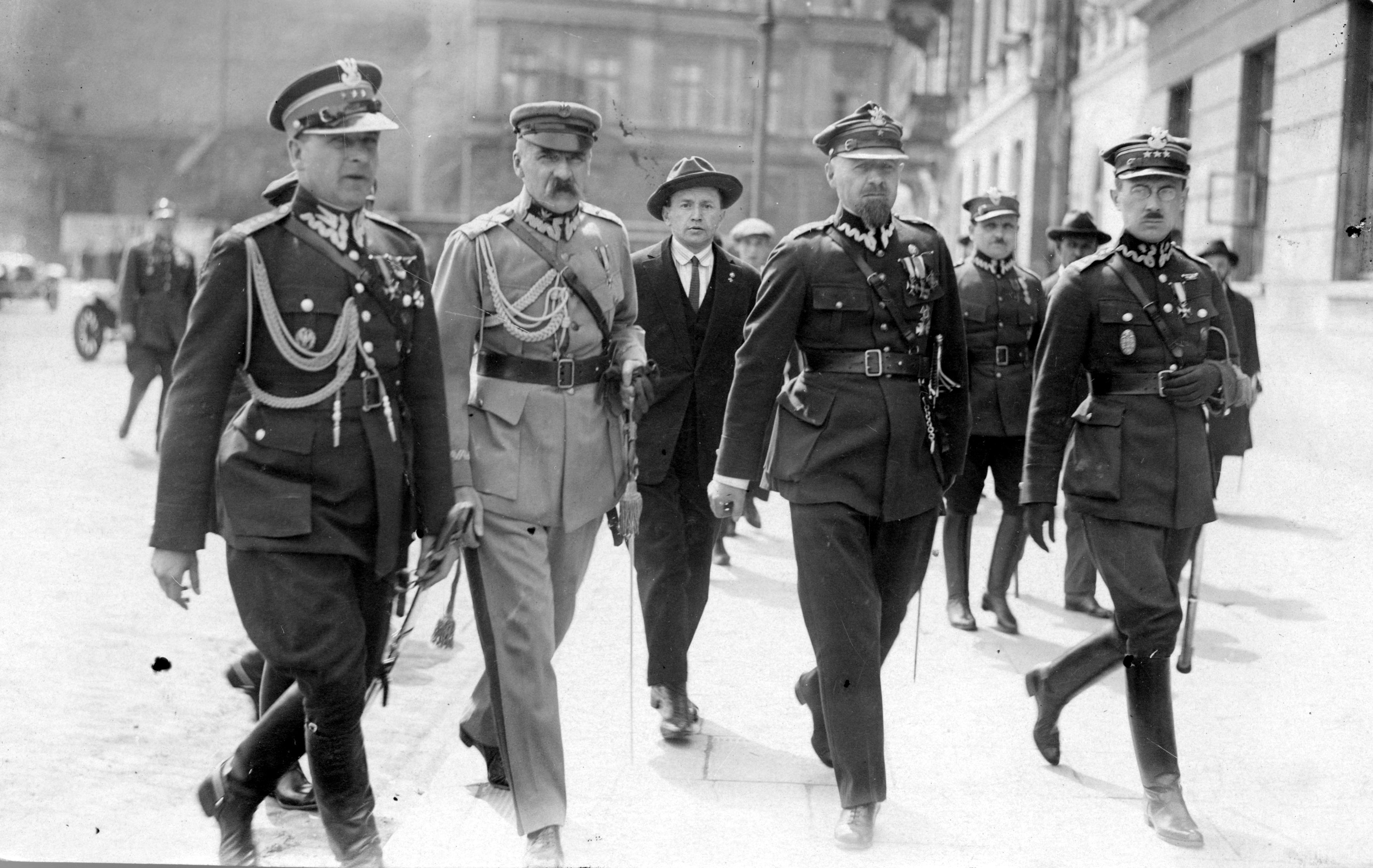
Стахевич (крайній праворуч) і Юзеф Пілсудський (другий зліва), 1926 р.

12 квітня 1926 року призначений на посаду начальника I Відділу Генерального штабу. 25 червня 1927 року призначений першим офіцером Інспекторату Армії. Потім був направлений на службу до війська: з січня 1928 року командир 27-го піхотного полку в Ченстохові. З січня 1929 року — командир дивізійної піхоти 1-ї піхотної дивізії Легіонів у Вільнюсі. 12 грудня 1933 року призначений командиром 7-ї піхотної дивізії в Ченстохові.
26 січня 1935 року за поданням Міністра з військових справ Юзефа Пілсудського Президентом Польської Республіки Стахевичу надано військове звання бригадного генерала. Це було останнє подання до генеральського звання, яке підписане Пілсудським.
5 червня 1935 року Президентом Польщі призначений начальником Генерального штабу Війська Польського. Був одним з найближчих співробітників нового генерального інспектора Збройних Сил Едварда Ридз-Сміглого. Вів інтенсивну роботу з перебудови та модернізації армії, контролював роботу над новим мобілізаційним планом.
Вважав, що головна загроза Польщі виходить з боку СРСР. У разі війни з Німеччиною робив ставку на негайне втручання Франції та Великої Британії і таким чином метою польської армії (за планами Генштабу) було утримання німецьких військ в очікуванні удару збройних сил Західних держав.

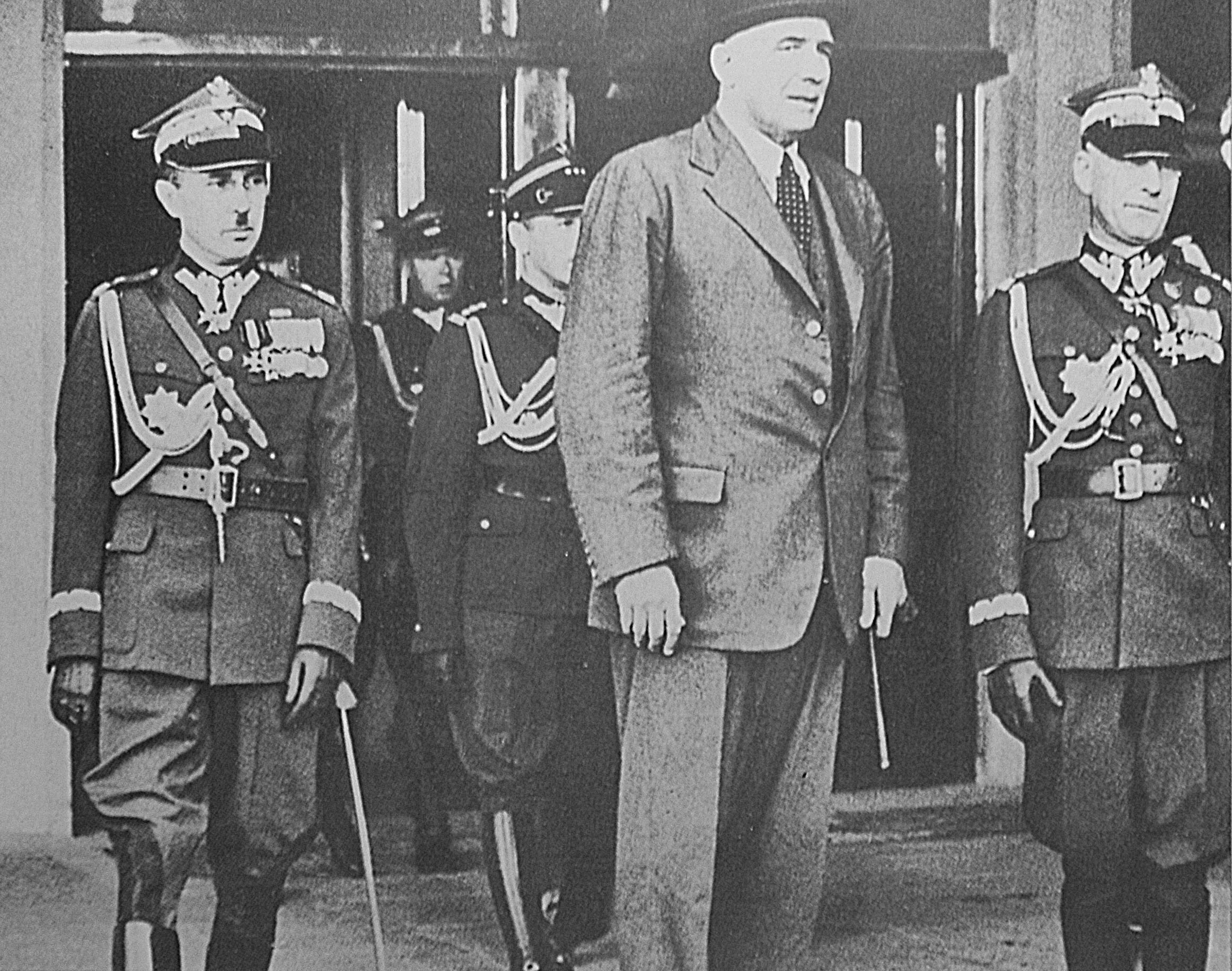
Вацлав Стахевич (зліва) і британський генерал Едмунд Айронсайд (в цивільному) на штабних польсько-британських переговорах 17 — 21 липня 1939 року

Стахевич координував роботу над планом війни з СРСР (план «Схід»), а з 4 березня 1939 року також і з Німеччиною (план «Захід»).
З початком війни 1 вересня 1939 року вступив на посаду начальника Штабу Верховного Головнокомандувача маршала Е.Ридз-Сміглого.
Після евакуації Верховного Головнокомандувача в Брест генерал Стахевич до 9 вересня 1939 року залишався у Варшаві для координації оборони по лінії середньої Вісли, потім приєднався до Штабу в Бресті. За наказом Верховного Головнокомандувача 18 вересня 1939 року перетнув зі штабом румунський кордон і був інтернований неподалік Плоєшті.
У січні 1940 року втік з Румунії, дістався до Югославії, звідки за наказом генерала Маріана Кукеля вирушив до Алжиру.
Під натиском генерала Владислава Сікорського був інтернований французькою владою в Алжирі.
6 листопада 1943 року викликаний новим Верховним Головнокомандувачем генералом Казімежем Соснковськийм в Лондон, де і залишався до кінця війни, не отримавши ніякого призначення.
У грудні 1946 року демобілізований.
У грудні 1948 року Стахевич переїхав в Канаду, в Монреаль, де присвятив себе письменницькій роботі і дослідженням підготовки Польщі до Другої світової війни.
1 січня 1964 року Верховний Головнокомандувач Польської Армії на Заході генерал Владислав Андерс надав йому військове звання дивізійного генерала зі старшинством.
Помер в Монреалі 12 листопада 1973 року, там же похований.
Дружина — Ванда, уроджена Абрагам, сестра генерала Романа Абрагама. Мав двох синів: Богдана та Юліуша, і доньку Єву.

## військові звання
- хорунжий — 29 вересня 1914 року
- підпоручик — 5 березня 1915 року
- поручик — 2 липня 1915 року
- капітан
- майор
- підполковник — 11 червня 1920, затверджений з 1 квітня 1920
- полковник Генерального штабу — 1 грудня 1924 року, зі старшинством з 15 серпня 1924 року
- бригадний генерал — 26 грудня 1935 року, з старшинством з 1 січня 1935 року
- дивізійний генерал — зі старшинством з 1 січня 1964 року.

## Нагороди
- Срібний хрест ордена «Віртуті мілітарі» № 4934 (1921)
- Командорський хрест із Зіркою ордена Відродження Польщі (1938)
- Командорський хрест ордена Відродження Польщі (1928)
- Хрест Незалежності з мечами
- Офіцерський хрест ордена Відродження Польщі (2 травня 1922)
- Хрест хоробрих — чотириразово (перший раз в 1921)
- Золотий Хрест Заслуги (1928)
- Медаль «Учаснику війни. 1918—1921»
- Медаль «10-річчя здобуття незалежності»
- Знак за поранення і контузію
- Знак «За вірну службу»
- Пам'ятний знак Генерального інспектора Збройних Сил (12 травня 1936)
- Орден Югославської корони I ступеня (Югославія)
- Орден Орлиного хреста I ступеня (Естонія, 1937)
- Орден Білого лева III ступеня (Чехословаччина)
- Орден Почесного легіону II ступеня (Великий офіцер, Франція)
- Орден Почесного легіону V ступеня (Кавалер, Франція, 1922)